# Renato Giusti
Pour les articles homonymes, voir Giusti (patronyme).
Renato Giusti (né le 25 juillet 1938 à Veronella dans la région de Vénétie en Italie) est un coureur cycliste italien, professionnel de 1959 à 1963. 

## Biographie
Membre de l'US Pescantina en 1957 et 1958, Renato Giusti passe professionnel en septembre 1959 dans l'équipe Torpado. Devant effectuer son service militaire en 1960, il ne court pas durant cette saison.
En 1961, il remporte deux étapes du Tour d'Italie.

## Palmarès et résultats

### Palmarès amateur
- 1957
  - Vicence-Bionde
- 1958
  - Florence-Viareggio
  - Vicence-Bionde
  - Gran Premio Carlo Mocchetti
  - Astico-Brenta
- 1959
  - Trophée Visentini

### Palmarès professionnel
- 1961
  - 12e et 18e étapes du Tour d'Italie
  - 2e du GP Ceda
  - 3e de Milan-Mantoue
- 1962
  - 3e de Milan-Mantoue

### Résultats sur les rands tours

#### Tour d'Italie
3 participations
- 1961 : 30e, vainqueur des 12e et 18e étapes
- 1962 : abandon
- 1963 : 70e

#### Tour d'Espagne
2 participations
- 1961 : abandon
- 1963 : DNF (3e étape)